# Distrito de Șoldănești
El distrito de Șoldănești es uno de los distritos (en rumano: raion) en el noreste de Moldavia.
Su centro administrativo (Oraș-reședință) es la ciudad de Șoldănești. El 1 de enero de 2005 tenía una población de 42.200 habitantes. 